# Cryptic Collection Vol. 2
Cryptic Collection Vol. 2 – drugi z serii, kompilacyjny album amerykańskiej grupy Twiztid, zawierający unikatowe i niepublikowane wcześniej utwory.

## Lista utworów
| #  | Tytuł                              | Czas | Wykonawca                                   |
| -- | ---------------------------------- | ---- | ------------------------------------------- |
| 1  | "Freek Show Intro 2"               | 1:11 |                                             |
| 2  | "Murder, Murder, Murder"           | 3:19 | Twiztid                                     |
| 3  | "Liquid Friend"                    | 3:29 | Twiztid                                     |
| 4  | "I Remember"                       | 2:49 | Twiztid                                     |
| 5  | "Smoke Break"                      | 0:21 |                                             |
| 6  | "Why the Children?"                | 3:17 | Twiztid                                     |
| 7  | "I Don't Care"                     | 3:44 | Dark Lotus                                  |
| 8  | "She Ain't Afraid"                 | 5:57 | Twiztid                                     |
| 9  | "Home Bound"                       | 2:07 | House of Krazees                            |
| 10 | "Unrational"                       | 3:34 | Twiztid                                     |
| 11 | "We Don't Die" (Non-Rock Version)) | 3:16 | Twiztid                                     |
| 12 | "Anotha Smoke Break"               | 0:21 |                                             |
| 13 | "Juggalo Party"                    | 4:35 | Twiztid, Anybody Killa, Blaze Ya Dead Homie |
| 14 | "Drunken Ninja Master"             | 4:18 | Dark Lotus                                  |